# Kells (condado de Meath)

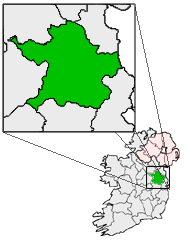
Condado de Meath, donde ubica Kells.

Kells (en irlandés: Ceanannas) es un pueblo del condado de Meath en Irlanda. El pueblo queda en la carretera N3 a 16 kilómetros de Navan y a 65 kilómetros de Dublín. En años recientes el pueblo ha crecido considerablemente con muchas personas que van a trabajar desde Dublín hasta el pueblo.

## Origen del nombre
El nombre de Kells deriva de Kenlis, una anglificación de la palabra irlandesa Ceann Lios. Esta expresión que significa "fortaleza" es otra forma del nombre Ceannanus Mór.

## Historia

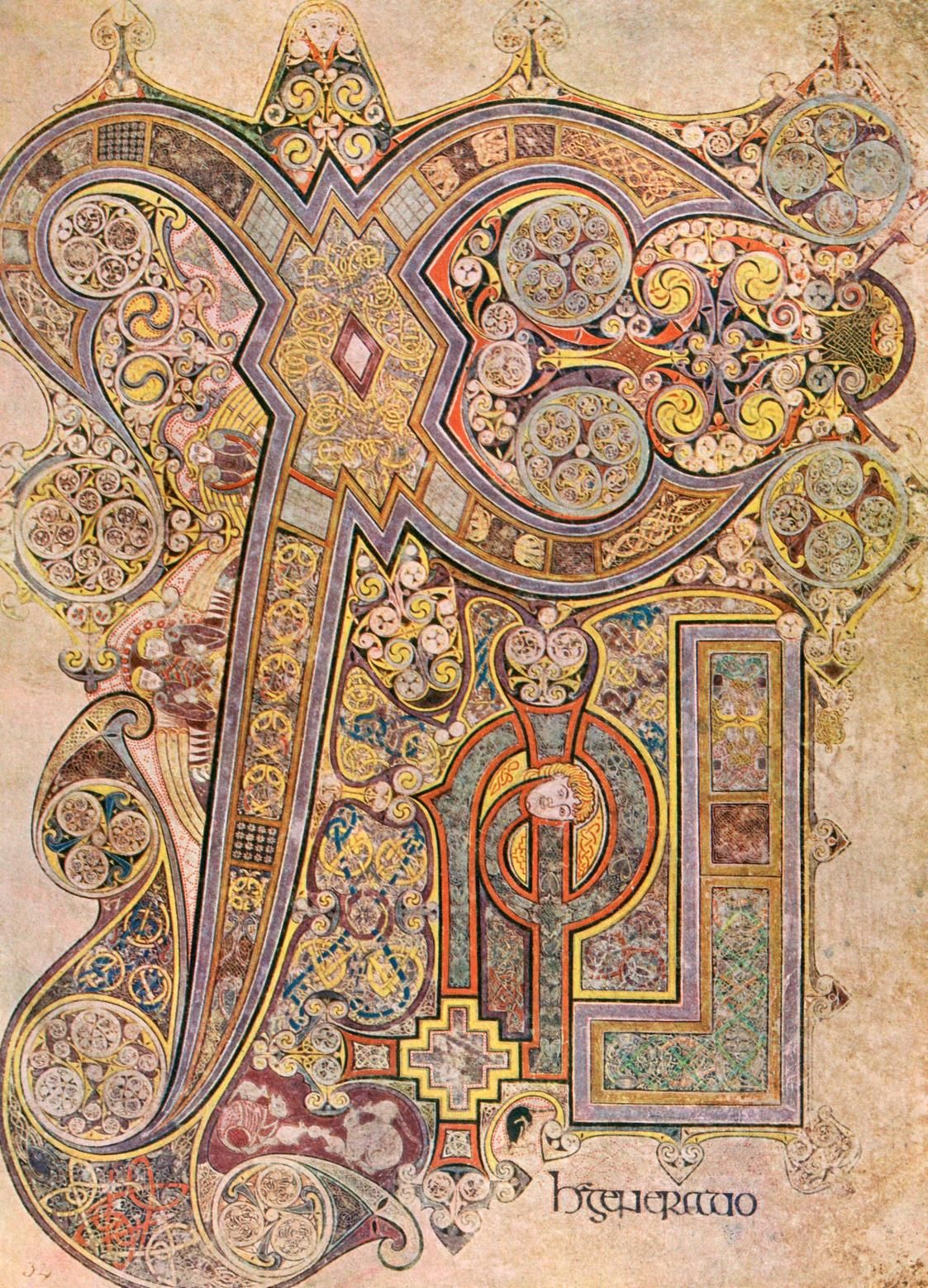
Folio 34 del Libro de Kells.

Se cree que el monasterio de Kells fue fundado alrededores del año 804 d. C. por monjes que huían de las invasiones vikingas que asolaban el monasterio de Iona, fundado por Columcille, en la isla de Iona, en la costa occidental de Escocia.
En 1152, el Sínodo de Kells completó la transición de la Iglesia católica en Irlanda, que pasó de ser una Iglesia elementalmente monástica al sistema de diócesis que continúa hoy día. Kells fue elevada al rango de diócesis por el Sínodo, pero más tarde reducida a un estatus parroquial. Al final del siglo XII la totalidad de Meath estaba bajo el control anglo-normando. Durante esta época los estableciminetos religiosos florecieron.
Kells fue escenario de numerosas batallas entre anglos, irlandeses y normandos. Durante la época Tudor fue usado como un lugar de alistamiento para soldados. De 1561 a 1800, Kells tuvo dos miembros en la Casa de los Comunes de Irlanda. Durante el periodo de la gran hambruna irlandesa la población de Kells disminuyó un 38% según el registro del censo de 1841 a 1851.

## Lugares de interés
- La Abadía de Kells, con su torre redonda, está asociada a San Columba y al Libro de Kells. La torre circular y cinco grandes cruces celtas pueden ser visitadas a día de hoy. Cuatro de las cruces están en el patio de la iglesia de San Columba.

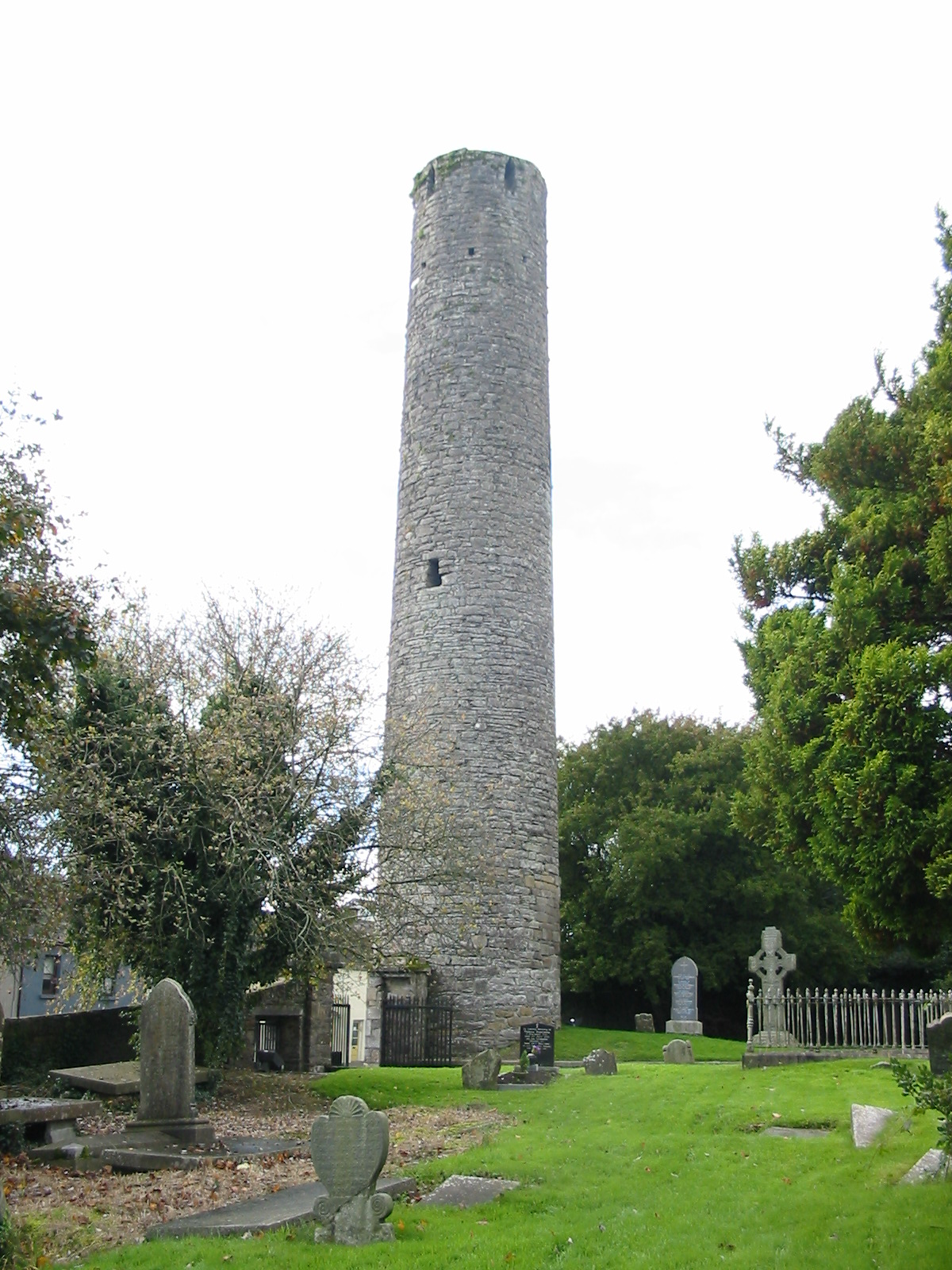
Torre circular de la Abadía de Kells que data del siglo X

- Justo a las afueras del pueblo en la vía hacia Oldcastle se encuentra la Aguja de Lloyd. Esta interesante torre fue construida en el siglo XVIII con forma de faro. Fue erigida en memoria de Sir Thomas Taylor por su hijo. La torre se eleva a treinta metros de altura y desde el tope se pueden ver magníficas vistas. En un día claro es posible ver hasta Irlanda del Norte.

- Cerca de la iglesia de San Columba se encuentra un pequeño oratorio con techo de piedra. Este lugar probablemente data del siglo XI.

## Población
Para abril de 2002, la población de Kells ascendía a 4421 habitantes. Esto representa un incremento de 879 personas sobre el censo de 1996. Entre 1996 y 2002 la población aumentó un 24.8%. En 2011, la población estaba cerca de los 5.000 habitantes según el censo realizado ese año.

## Kells en la cultura popular
Películas
- El secreto de Kells
- The Butcher Boy fue grabada en Headfort House.

Música
- Jim Connell, escribió el himno socialista The Red Flag (La bandera roja).
- Eamonn Carr, periodista de música y baterista de Horslips es nativo de Kells.
- Dick Farrelly, de Kells escribió la música para The Quiet Man mientras viajaba a trabajar en autobús hacia Dublín.

- Deportes
- Damien McGrane, golfista profesional.